# رودي ماكلينان
رودي ماكلينان (بالإنجليزية: Roddy MacLennan)‏ هو لاعب كرة قدم بريطاني في مركز الوسط، ولد في 3 مايو 1989 في ليفينغستون في المملكة المتحدة. لعب مع نادي كلايد.

## وصلات خارجية
- رودي ماكلينان على موقع قاعدة بيانات كرة القدم.إي يو (الإنجليزية)
- رودي ماكلينان على موقع Soccerbase.com (لاعب) (الإنجليزية)